# Heliografia

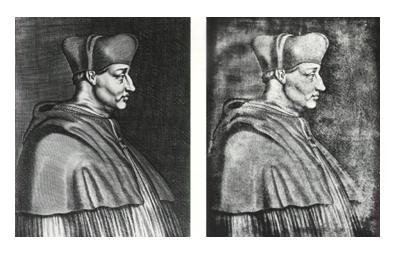
Heliografia do Cardeal Georges D'Amboise por Joseph-Nicéphore Niépce.

Heliografia (do grego significando "gravar com sol"), é um processo fotográfico criado por Joseph Nicéphore Niépce. A Imagem Heliográfica era feita com uma placa de prata e coberta com um derivado de petróleo fotossensível chamado de Betume da Judéia, podendo ficar cerca de 8 horas na exposição solar. O processo tem baixa velocidade de captação e pouca qualidade de imagem.
Na década de 2010, o artista estadunidense Michael Papadakis, deu um novo significado à palavra Heliografia, após usar a técnica como parte de seu processo criativo para a produção de seus desenhos. Basicamente, ele utilizava a luz solar e uma lupa para fazer desenhos em painéis de madeira. A técnica criada por ele é bem semelhante à pirografia, que é a arte de pintar com calor. No entanto, ao invés de ferro de solda, o método do norte-americano utiliza luz solar concentrada.